# Multiple Virtual Storage

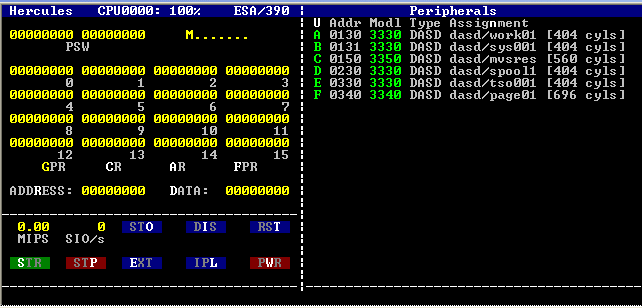
MVS per Emulator Hercules

MVS (Multiple Virtual Storage) war das gebräuchlichste Betriebssystem auf den IBM-Großrechnern System/370 (S/370) und System/390 (S/390).

## Geschichte und Gegenwart
MVS ist ein Abkömmling des OS/360. Mit der Einführung der S/370 wurde zunächst OS/VS1 (oder auch OS/VS MFT, Multiprogramming with a Fixed number of Tasks, analog zu DOS/VS bzw. DOS/VSE und der Weiterentwicklungen zu VSE/ESA) ausgeliefert, welches bis in die 1980er Jahre parallel zu seiner späteren Ablösung OS/VS2 weiterentwickelt wurde. Release 1 von OS/VS2 unterstützte einen einzelnen virtuellen Adressraum (SVS – Single Virtual Storage) und hatte auch die Bezeichnung OS/VS MVT (Multiprogramming with a Variable number of Tasks). Release 2 von OS/VS2 wurde im Juli 1974 freigegeben. Seine vollständige Bezeichnung war OS/VS2 MVS Release 2.
Im Laufe der Zeit wurde – meist verbunden mit der Änderung der Hardware-Architektur – auch der offizielle Name des Systems geändert. So wurde beim Wechsel der S/370-Architektur nach S/370XA (eXtended Architecture – 31-Bit- statt 24-Bit-Adressierung) der Name des Betriebssystems in MVS/XA umbenannt. Mit Einführung der S/390 Hardware (Erweiterung der 31-Bit-Adressierung um Dataspaces, Hiperspaces, expanded Storage) war der Name dann MVS/ESA (MVS/Enterprise Systems Architecture).
MVS umfasste nur das reine Betriebssystem und konnte ohne weitere Produktlizenzen eigentlich kaum benutzt werden. Rechenzentren mussten sich zum Betrieb eine Vielzahl weiterer Programmprodukte von IBM oder alternativen Anbietern lizenzieren lassen. Mitte der 1990er Jahre änderte IBM die Lizenzpolitik und den Produktnamen von MVS in OS/390 – hierin waren nun eine Vielzahl der von fast allen benötigten Programmprodukte (z. B. ISPF) enthalten. Mit Erscheinen der z/Architektur (64-Bit-Adressierung) wurde das System erneut umbenannt und heißt nun z/OS.
Im umgangssprachlichen Gebrauch der Mainframe-Spezialisten ist MVS auch heute noch gebräuchlich.

## Besonderheiten
MVS führte das mehrfach virtuelle Speichermodell ein. Die einzelnen Anwendungen laufen in Adressräumen und sehen den Speicher der anderen Anwendungen nicht.
MVS war auf die Prozessorarchitektur des S/370 zugeschnitten. Es unterstützte zunächst die 24-Bit-Adressierung, was Adressräume von 16 Megabyte erlaubte. Als die Hardware 31-Bit-Adressierung möglich machte, wurde dies von MVS/XA unterstützt. Ein weiterer Schritt war MVS/ESA, welches es möglich machte, Expanded Memory zu verwenden (sogenannte Hiperspaces).
Die Benutzerschnittstellen des MVS sind im Wesentlichen dieselben wie die des z/OS, allerdings ohne die Unix System Services. Neben Konsolbefehlen für den Operator sind dies
- JCL (Job Control Language) für Stapelverarbeitung und Started Tasks (Systemdienste)
- TSO (Time Sharing Option). TSO wird in der Regel mit ISPF verwendet.

Die typischen Online-Anwendungen unter MVS liefen unter IMS oder CICS und basierten auf IBM-3270-Terminals. Ab 1983 stand auch bereits Db2 als Datenbank zur Verfügung.
Das Dateisystem wurde von OS/360 übernommen. Zusätzlich zu den dort existierenden Dateitypen (sequentiell, partitioniert, direkt und indexsequentiell) wurde VSAM eingeführt. Die einzelnen Dateien heißen Datasets. Als Zeichencodierung wird EBCDIC verwendet, anstelle des sonst üblichen ASCII.

## Weiterentwicklung
Die weitere Evolution zum z/OS brachte Parallel Sysplex, Unix System Services, 64-Bit-Adressierung und weitere Verbesserungen, wobei auf Kompatibilität Wert gelegt wurde. Auf Systemen unter z/OS ist es durchaus möglich, gleichzeitig moderne Java-Web-Anwendungen neben COBOL-Programmen laufen zu lassen, die bereits in den 1960er-Jahren kompiliert wurden.
Versionen
| Jahr | Monat | Betriebssystem                 |
| ---- | ----- | ------------------------------ |
| 1964 | April | IBM System/360 (OS/360)        |
| 1967 |       | IBM System/360 (OS/MFT)        |
| 1968 |       | IBM System/360 (OS/MVT)        |
| 1972 |       | IBM System/370 (SVS1 und SVS2) |
| 1974 |       | IBM System/370 (MVS)           |
| 1981 |       | IBM System/370 (MVS/XA)        |
| 1985 |       | IBM System/370 (MVS/ESA)       |
| 1990 |       | IBM System/390 (MVS/ESA)       |
| 1996 |       | IBM System/390 (OS/390)        |
| 2001 | März  | z/OS 1.0                       |
| 2003 | Feb.  | z/OS 1.4                       |
| 2004 | März  | z/OS 1.5                       |
| 2004 | Sept. | z/OS 1.6                       |
| 2006 | Jan.  | z/OS 1.7                       |
| 2011 | Sep.  | z/OS 1.13                      |
| 2013 | Sep.  | z/OS 2.1                       |

## Emulationen
Es ist möglich, das inzwischen kostenlos erhältliche MVS bis und mit Version 3.8 auf einem Windows- oder Linuxrechner mit dem Emulator Hercules zu betreiben. Neuere Versionen sind für diesen Zweck nicht erhältlich.